# Бобрицька сільська рада (Роменський район)
Бо́брицька сільська́ ра́да — колишній орган місцевого самоврядування в Роменському районі Сумської області. Адміністративний центр — село Бобрик.

## Загальні відомості
- Населення ради: 1 983 особи (станом на 2001 рік)

## Населені пункти
Сільській раді були підпорядковані населені пункти:
- с. Бобрик
- с-ще Біловодське
- с. Лукашове
- с. Новокалинівка

## Склад ради
Рада складалася з 16 депутатів та голови.
- Голова ради: Даниленко Леонід Миколайович
- Секретар ради: Галенко Світлана Михайлівна

### Керівний склад попередніх скликань
| Прізвище, ім'я, по батькові  | Основні відомості                                                 | Дата обрання | Дата звільнення |
| ---------------------------- | ----------------------------------------------------------------- | ------------ | --------------- |
| Лях Юрій Олексійович         | Сільський голова, 1968 року народження                            | 26.03.2006   | 31.10.2010      |
| Даниленко Леонід Миколайович | Сільський голова, 1957 року народження, освіта вища, безпартійний | 31.10.2010   |                 |

Примітка: таблиця складена за даними сайту Верховної Ради України